# ヤマト (秋田県)
株式会社ヤマト（YAMATO .Inc）は、かつて秋田市に本社を置き製材業、スーパーマーケット、ホームセンター事業を手がけていた企業。

## 概要
1930年に、秋田市旭南において製材業として創業し、1953年、株式会社清水製材所（しみずせいさくじょ）として設立される。
1967年に、現在の卸町一丁目1（この場所には現在、ラウンドワンがある）に拠点を置き、1983年にホームセンターヤマトとしてホームセンター業務に参入。1986年にヤマトと社名を改称。近隣に同業のヤマキ卸町店（後に、ヤマキが運営する店舗名が「コメリホームセンター秋田卸町店」となっていたが、ヤマキがコメリに吸収合併された為、現在はコメリ本体に移管され、2016年現在は「パワー秋田卸町店」として営業中）があり、しのぎを削っていたが、1998年に増築部分で100円ショップの「100えんランド」を開店し、食料品部門に参入する。
2000年3月にスーパーマーケット事業の「スーパーランドヤマト」に本腰を入れていたが、2005年に入り秋田ニューシティからマックスバリュ東北が撤退したことを受けて、同所の食料品部門を引き受けたと共に、ホームセンターを含めた卸町の拠点から完全撤退した。
秋田ニコス（現・三菱UFJニコス）と提携してVisa Touchを導入するなど、同業他社との差別化を図っていた。また高桑書店（本社・潟上市）の秋田ニューシティからの撤退（ダイエー時代には4Fに秋田協同書籍が運営する「ブックス・シティ」があった。同社は他にアトリオンにあった三浦書店（経営破綻し、企業として現存していない）の後継店舗として営業していたが、2008年に閉鎖）に伴う後継書店参入の際にも、当社がブックマートグループとフランチャイズ契約したブックマート秋田ニューシティー店を参入させていた。
2009年4月、中核事業をイーホテルショッピングモール地階に新設した「大町こみち」に移設した。理由として、ダイエーおよびマックスバリュ東北から引き継いだ店舗を自社で展開する分にはフロア面積が広すぎることなどを挙げていた。イーホテルショッピングモールは秋田ニューシティと地下通路で繋がっており、従来の位置と近接していることや他業種を含めてコンパクトな運営が出来ることを挙げていた。
2010年10月、事業停止・自己破産申請。負債総額2億8300万円。

## 沿革
- 1930年（昭和5年） - 製材業として秋田市上川口31番地（現：秋田市旭南三丁目4-6）に創業。
- 1953年（昭和28年） - 株式会社清水製材所を設立。
- 1967年（昭和42年） - 秋田市柳原新田字萱場向（現：秋田市卸町一丁目1-2）に移転。
- 1980年（昭和55年）12月 - 株式会社秋田木材センターを吸収 。
- 1982年（昭和56年）12月 - 製材部門を一旦廃止。
- 1983年（昭和58年）6月 - ヤマトの店名でホームセンターを開業。
- 1987年（昭和62年） - 株式会社ヤマトに社名改称。
- 1998年（平成10年）10月 - 「100えんランド」を開店し、本格的に食品部門スタート。
- 2000年（平成12年）3月 - 食品スーパー「スーパーランドヤマト」を開店。
- 2005年（平成17年） - ホームセンター業から撤退、食料品業に完全転換し、秋田ニューシティへ店舗移転。
- 2009年（平成21年） - 秋田ニューシティから中核部門を撤退し、向かいのイーホテルショッピングモールの地下に食料品部門や飲食店などで構成される「大町こみち」を開設。
- 2010年（平成22年）10月25日 - 事業停止。「大町こみち」を閉店[2]。